# Castle Hill (Kalifornia)
Castle Hill – jednostka osadnicza w Stanach Zjednoczonych, w stanie Kalifornia, w hrabstwie Contra Costa.